# 26285 Lindaspahn
26285 Lindaspahn este o planetă minoră (asteroid), cu un diametru de 6,02 km, din centura de asteroizi. A fost descoperită pe 17 septembrie 1998 la Stația Anderson Mesa de Lowell Observatory Near-Earth-Object Search. 
Obiectul prezintă o orbită caracterizată de o semiaxă mare de 2,6084602 UAi, o excentricitate de 0,12, o înclinație de 12,48526 ° în raport cu ecliptica.